# Festival de Málaga 2000
La 3ª edición del Festival de Málaga se celebró del 26 de mayo al 3 de junio de 2000 en Málaga, España.

## Jurados

### Sección oficial
- María de Medeiros
- Enrique Gabriel-Lipschutz
- Antonio Pérez
- Augusto Martínez Torres
- Ana Torrent

## Palmarés
- Primer premio: Sexo por compasión, de Laura Maña
- Premio Especial del Jurado: Leo, de José Luis Borau
- Premio a la mejor dirección: Cesc Gay por Krampack
- Premio del público: Sexo por compasión, de Laura Maña
- Premio a la mejor interpretación femenina: Thaimí Alvariño por Lista de espera
- Premio a la mejor interpretación masculina: Juan Luis Galiardo por Adiós con el corazón
- Premio a la mejor música: Álvaro Cárdenas por Leo
- Premio a la mejor fotografía: Federico Rives por Código natural

## Premiados
- Homenajeado: Francisco Rabal
- Premio Retrospectiva: Elías Querejeta
- Premio Ricardo Franco: Alberto Iglesias